# Torlósugár-hajtómű

René Lorin francia mérnök torlósugár hajtóművének vázlata

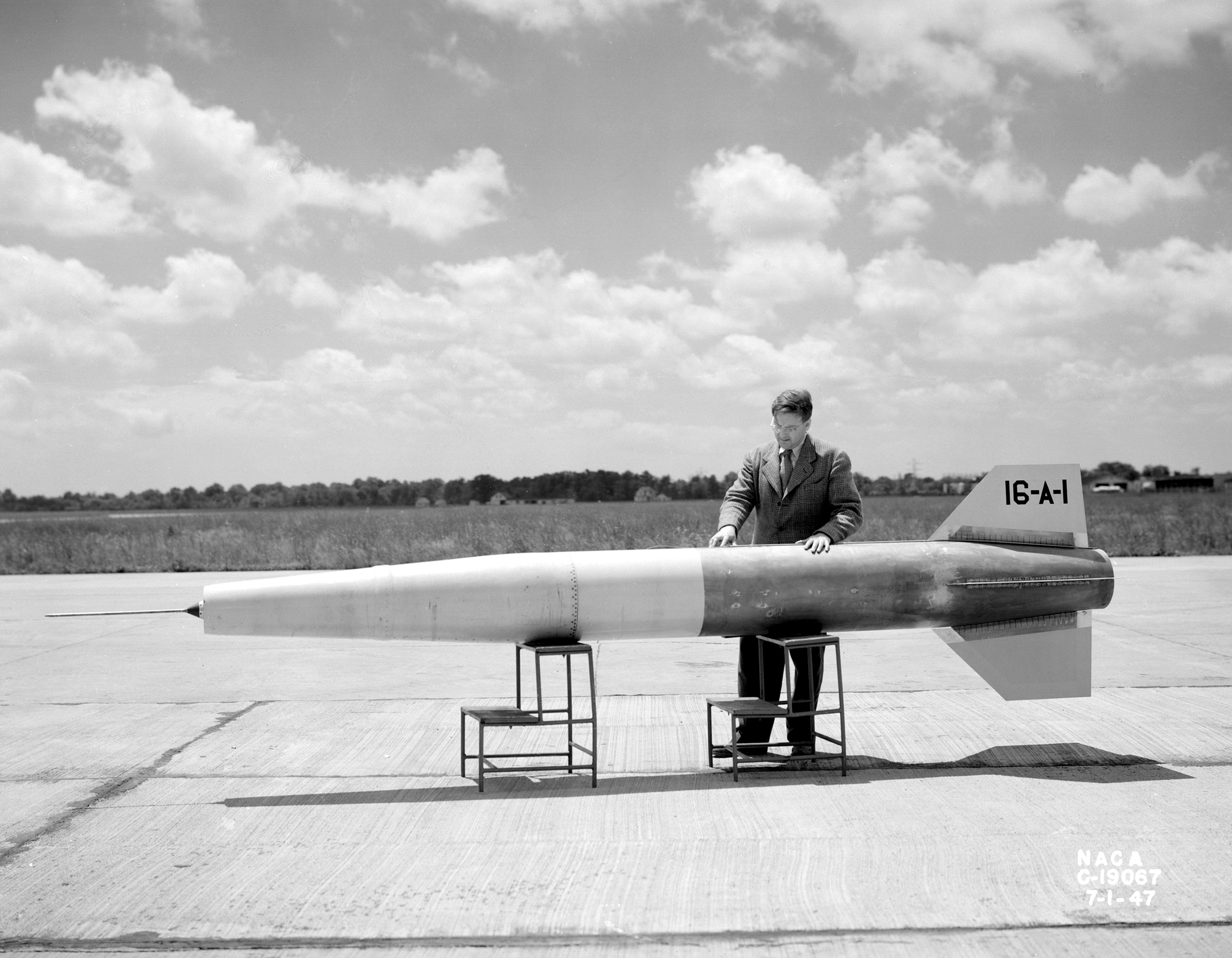
A NASA torlósugár hajtású rakétája

A torlósugár-hajtómű a sugárhajtómű egyik fajtája. Ebben a fajta hajtóműben nincs mozgó alkatrész, tehát nincsen kompresszor, a kompressziót a nagy sebességgel érkező levegő hajtóműben való összesűrűsödése adja. A torlósugár-hajtómű ezért csak magas sebességnél indítható és üzemeltethető. Használata akkor indokolt, ha kisméretű és viszonylag egyszerű hajtóműre van szükség, szuperszonikus sebesség mellett.
A berendezésre az első szabadalmat a francia René Lorin kapta meg, továbbfejlesztésben fontos szerepe volt Fonó Albertnek, aki az Osztrák–Magyar Monarchia hadseregének ajánlotta fel fejlesztéseit.
Speciális fajtája a scramjet (angolul: supersonic combustion ramjet), aminél a beáramló levegő sebessége meghaladja a hangsebesség ötszörösét, vagyis a szerkezet hiperszonikus sebességgel halad. Ennek a járműnek a legnagyobb sebessége 6 Mach is lehet.